# Pochyta
Genre
Pochyta est un genre d'araignées aranéomorphes de la famille des Salticidae.

## Distribution
Les espèces de ce genre se rencontrent en Afrique subsaharienne.

## Liste des espèces
Selon World Spider Catalog (version 22.5, 04/11/2021) :
- Pochyta aurantiaca Wesołowska & Szűts, 2021
- Pochyta equatorialis Wesołowska & Szűts, 2021
- Pochyta fastibilis Simon, 1903
- Pochyta insulana Simon, 1909
- Pochyta konilokho Wesołowska & Szűts, 2021
- Pochyta lucida Wesołowska & Szűts, 2021
- Pochyta maddisoni Wesołowska & Szűts, 2021
- Pochyta major Simon, 1902
- Pochyta minuta Wesołowska & Szűts, 2021
- Pochyta pulchra (Thorell, 1899)
- Pochyta spinosa Simon, 1901
- Pochyta tendicula Wesołowska & Szűts, 2021

## Publication originale
- Simon, 1901 : « Études arachnologiques. 31e Mémoire. L. Descriptions d'espèces nouvelles de la famille des Salticidae (suite). » Annales de la Société Entomologique de France, vol. 70, p. 66-76 (texte intégral).